# When Love Finds You
| Оценки критиков      | Оценки критиков                                                          |
| Источник             | Оценка                                                                   |
| -------------------- | ------------------------------------------------------------------------ |
| AllMusic             | link                                                                     |
| Chicago Tribune      | link                                                                     |
| Entertainment Weekly | B+ link                                                                  |
| Los Angeles Times    | link                                                                     |
| Q                    | 3 из 5 звёзд · 3 из 5 звёзд · 3 из 5 звёзд · 3 из 5 звёзд · 3 из 5 звёзд |
| Robert Christgau     | link                                                                     |

When Love Finds You — шестой студийный альбом американского кантри-певца Винса Гилла, изданный 7 июня 1994 года на лейбле MCA Nashville и получивший платиновый статус в Канаде и США.
В 2022 году альбом был включен в список лучших кантри-альбомов в истории The 100 Greatest Country Albums of All Time журнала «Rolling Stone» (№ 80).

## История
Альбом получил положительные отзывы музыкальной критики и интернет-изданий (Chicago Tribune, Entertainment Weekly, Los Angeles Times) и номинацию на Грэмми в категории Лучший кантри-альбом.
Песня «Go Rest High on That Mountain» получила несколько номинаций и наград, включая CMA Awards в престижной категории «Лучшая песня года» (Song of the Year) и 2 премии на Грэмми-1996.
Источник:
| Награда    | Категория                                 | Результат |
| ---------- | ----------------------------------------- | --------- |
| Грэмми     | Лучшая кантри-песня                       | Победа    |
| Грэмми     | Лучший мужской кантри-вокал               | Победа    |
| CMA Awards | Песня года (Song of the Year)             | Победа    |
| CMA Awards | Сингл года (Single of the Year)           | Номинация |
| CMA Awards | Вокалист года (Male Vocalist of the Year) | Номинация |
| CMA Awards | Видеоклип года (Music Video of the Year)  | Номинация |

## Список композиций
1. «Whenever You Come Around» (Vince Gill, Pete Wasner) — 4:19
2. «You Better Think Twice» (V. Gill, Reed Nielsen) — 3:47
3. «Real Lady’s Man» (V. Gill, Carl Jackson) — 3:34
4. «What the Cowgirls Do» (V. Gill, Nielsen) — 3:06
5. «When Love Finds You» (V. Gill, Michael Omartian) — 4:05
6. «If There’s Anything I Can Do» (V. Gill, John Jarvis) — 3:48
7. «South Side of Dixie» (V. Gill, Delbert McClinton) — 4:15
8. «Maybe Tonight» (V. Gill, Janis Gill) — 4:51
9. «Which Bridge to Cross (Which Bridge to Burn)» (Bill Anderson, V. Gill) — 4:17
10. «If I Had My Way» (V. Gill, Amy Grant) — 3:55
11. «Go Rest High on That Mountain» (V. Gill) — 5:15

Бонусные треки Европейской версии
1. «Ain't Nothing Like the Real Thing» (Valerie Simpson, Nickolas Ashford) — 3:53 1
  - дуэт вместе с Глэдис Найт
2. «I Can't Tell You Why» (Timothy B. Schmit, Дон Хенли, Гленн Фрай) — 4:04 2

1 Продюсеры Tony Brown & Don Was — Из сборника Rhythm, Country and Blues
2 Из сборника Common Thread: The Songs of the Eagles

## Чарты
| Чарт (1994)                       | Высшая позиция |
| --------------------------------- | -------------- |
| U.S. Billboard Top Country Albums | 2              |
| U.S. Billboard 200                | 6              |
| Canadian RPM Country Albums       | 2              |
| Canadian RPM Top Albums           | 18             |